# Aleurocanthus palauensis
Aleurocanthus palauensis es un hemíptero de la familia Aleyrodidae, con una subfamilia: Aleyrodinae. Fue descrita científicamente en 1931 por Kuwana, in Kuwana & Muramatsu.